# Chris Walasi
Chris Meke Walasi (* 28. Mai 1980 in Sulufou, Malaita) ist ein ehemaliger salomonischer Sprinter.

## Karriere
Walasi nahm an den Olympischen Sommerspielen 2012 in London teil.
Er trat über 100 m an, schied jedoch in den Vorläufen aus. Außerdem trat er in den South Pacific Games 2003, den Leichtathletik-Hallenweltmeisterschaften 2004 in Budapest und Leichtathletik-Hallenweltmeisterschaften 2012 in Istanbul, den Leichtathletik-Ozeanienmeisterschaften 2004, 2006, 2008, 2010 und 2014, den Mini-Pazifikspielen 2005, sowie den Leichtathletik-Weltmeisterschaften 2005 in Helsinki und den Leichtathletik-Weltmeisterschaften 2007 in Osaka an.